# 清川浩男
清川浩男（きよかわ ひろお、1945年 - ）は、日本の実業家。三菱マテリアル元副社長、宇部三菱セメント元社長。

## 人物
1945年生まれ。埼玉県立熊谷高等学校を経て、1970年一橋大学法学部卒業。同年三菱鉱業(現・三菱マテリアル)入社。三菱マテリアル副社長、同社顧問、ピーエス三菱社外取締役、宇部三菱セメント(現・UBE三菱セメント)社長(2009年～2012年)、日本経団連労働法規委員会労働安全衛生部会会長を歴任。母校(高校)の同窓会では、顧問を務める。趣味は家庭菜園で自宅の近くに畑を借りている。